# حاکم یک‌روزه
حاکم یک روزه نام فیلمی است به کارگردانی پرویز خطیبی که محصول سال ۱۳۳۱ می‌باشد.

## خلاصه داستان
یک روستایی از همه جا بی‌خبر وارد شهر می‌شود و به خاطر شباهت زیادش به حاکم شهر به جای او گرفته می‌شود و چون حاکم ضمن شکار گم شده، یکی دو روزی به عنوان حاکم حکومت می‌کند. ولی بالاخره حاکم اصلی پیدا می‌شود و روستایی نیز مجدداً پی کار خود می‌رود.